# Salabrasión
La salabrasión es probablemente el método más antiguo de eliminación de tatuajes.
Consiste en la destrucción de las capas externas de la piel por medios mecánicos, mediante la abrasión con sal, en adelgazar la piel más hasta más abajo del punto de sangría mediante la aplicación de granos gruesos de sal común. 
El mayor inconveniente es que después de la abrasión quede todavía pigmento residual. Además, el dolor postoperatorio es considerable y son muy frecuentes las cicatrices graves.
- Datos: Q6117108